# Pérama
Pour les articles homonymes, voir Perama (homonymie).
Pérama (grec moderne : Πέραμα) est un dème situé dans le district régional du Pirée dans la périphérie de l'Attique en Grèce. Pérama administre le terminal conteneur du Pirée, en plus d'administrer une succession de petites infrastructures portuaires sur sa côte méridionale.